# Promynoglenes
Promynoglenes is een geslacht van spinnen uit de familie hangmatspinnen (Linyphiidae).

## Soorten
De volgende soorten zijn bij het geslacht ingedeeld:
- Promynoglenes grandis Blest, 1979
- Promynoglenes minuscula Blest & Vink, 2003
- Promynoglenes minuta Blest & Vink, 2002
- Promynoglenes nobilis Blest, 1979
- Promynoglenes parvula Blest, 1979
- Promynoglenes silvestris Blest, 1979